# 維利尚卡河 (蘇拉河支流)
維利尚卡河（烏克蘭語：Вільшанка），是烏克蘭的河流，位於該國東北部，屬於蘇拉河的左支流，發源自薩埃韋以南，流經蘇梅州，河道全長15公里，流域面積110平方公里。